# Rancagua
Rancagua (phát âm tiếng Tây Ban Nha: [raŋˈkaɣwa]) là một thành phố và công xã ở miền trung Chile và một phần của chùm đô thị Rancagua. Đây là thủ phủ của tỉnh Cachapoal và của vùng O'Higgins, nằm 87 km (54 dặm) về phía nam của thủ đô Santiago.
Tên đầu tiên của nó là Santa Cruz de Triana. Năm 2012, dân số của nó là 232.211 người. Các hoạt động kinh tế chủ yếu từ khai khoáng, du lịch, nông nghiệp, gỗ, sản xuất và dịch vụ ăn uống cho các hoạt động công nghiệp nhỏ. Thành phố này cũng là trung tâm hành chính và pháp lý của khu vực.
Tiếp đến Machalí và Gultro hình thành chùm đô thị Rancagua; và bên cạnh Curicó, Talca và Concepción, là một trong những thành phố quan trọng nhất và dân cư trong khu vực trung tâm phía nam Chile.